# Церингены

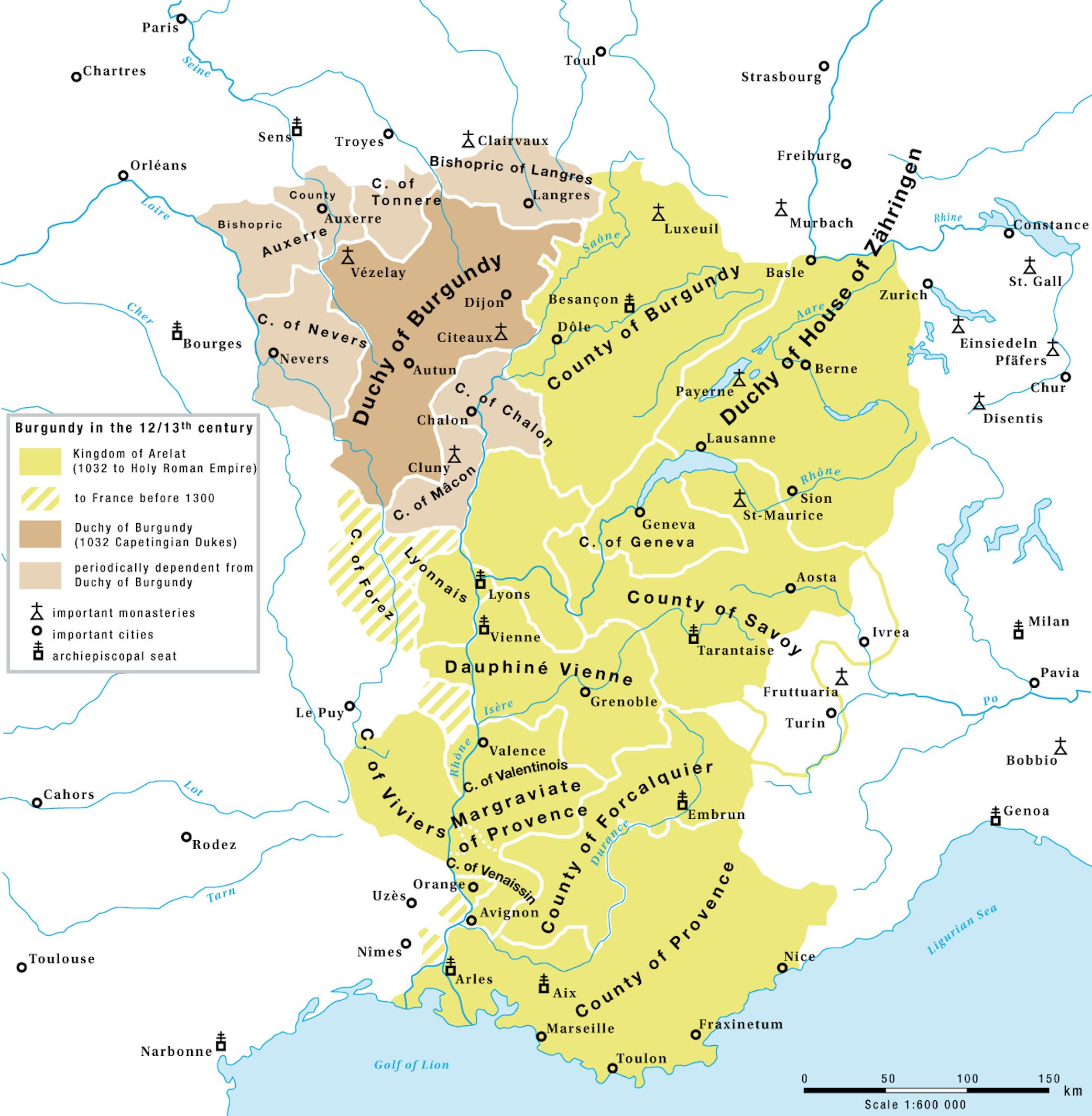
Герцогство Церингенов на карте Арелата XII века

Це́рингены (нем. Zähringer) — древний немецкий (швабский) род из Швабии, представители которого были герцогами Каринтии и маркграфами Вероны (1061—1077), герцогами Швабии (1092—1097), герцогами Церингенскими (1097—1218), наместниками (ректорами) и герцогами Бургундии (1127—1218) и герцогами Текскими (1187—1432), а также правителями (с 1112 года маркграфами, с 1803 года курфюрстами, с 1806 года великими герцогами) Бадена (до 1918 года).

## Возвышение Церингенов

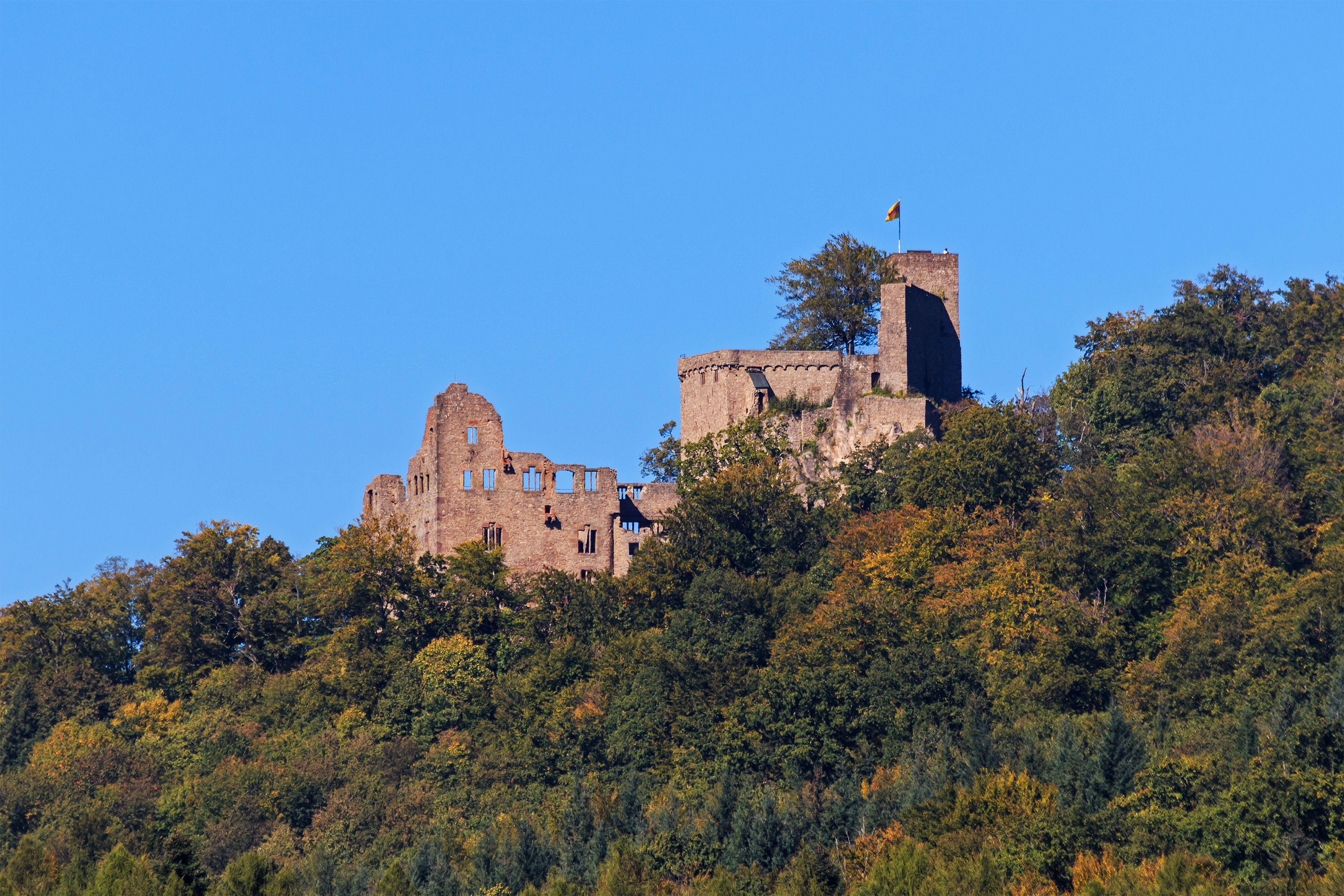
Замок Гогенбаден

Церингены приписывавли себе происхождение от швабского герцога Эрхангера, казнённого в 917 году королём Конрадом I, а также от Гунтрама Богатого (ум. после 973 года), графа в Брейсгау, якобы совместного предка как Церингенов, так и Габсбургов.
Первым достоверно известным представителем рода считается Бертольд, или Бецелин (ум. 15 июля 1024 года), граф Ортенау. Основателем могущества Церингенов был его сын граф Бертольд I Бородатый, предъявивший после смерти императора Генриха III притязания на обещанное ему якобы Генрихом швабское герцогство. Вдова Генриха, императрица Агнесса, отдала этот лен Рудольфу Швабскому и сделала Бертольда взамен герцогом Каринтии и маркграфом Вероны (1061 год). Однако Бертольд не смог закрепиться в Каринтии и перешёл на сторону врагов франконского дома, поддержав кандидатуру на немецкий престол герцога Рудольфа Швабского. За это он был лишён Генрихом IV каринтийского и веронского ленов (1072 год, окончательно в 1077 году).
Со смертью Бертольда I в 1078 году род Церингенов разделился на две линии: баденскую, сохранившуюся до наших дней, и церингенскую, две ветви которой угасли в мужском поколении в 1218 и 1439 годах. Старший сын Бертольда, Герман I Святой (ум. 25 апреля 1074 года), носивший титул маркграфа веронского, приобрёл путём брака баденские владения. Его сын Герман II (ум. 7 октября 1130 года) с 1112 года именовался маркграфом Бадена. Потомки Германа II правили Баденом до 1918 года.
Младший сын Бертольда I, Бертольд II, наследовавший земли в Брейсгау, сначала продолжал враждебную политику по отношению к франконскому дому. Он женился в 1079 году на дочери антикороля Рудольфа, герцога Швабии, и после смерти Рудольфа (1080 год) и его сына Бертольда I Рейнфельденского (1090 год) провозгласил себя герцогом Швабии (1092 год). Тем самым он вступил в конфликт с Фридрихом I Гогенштауфеном, герцогом Швабии с 1079 года и верным сторонником Генриха IV. Конфликт Церингенов с Гогенштауфенами продолжался, то разгораясь, то затухая, ещё почти сто лет.

## Герцоги Церингенские

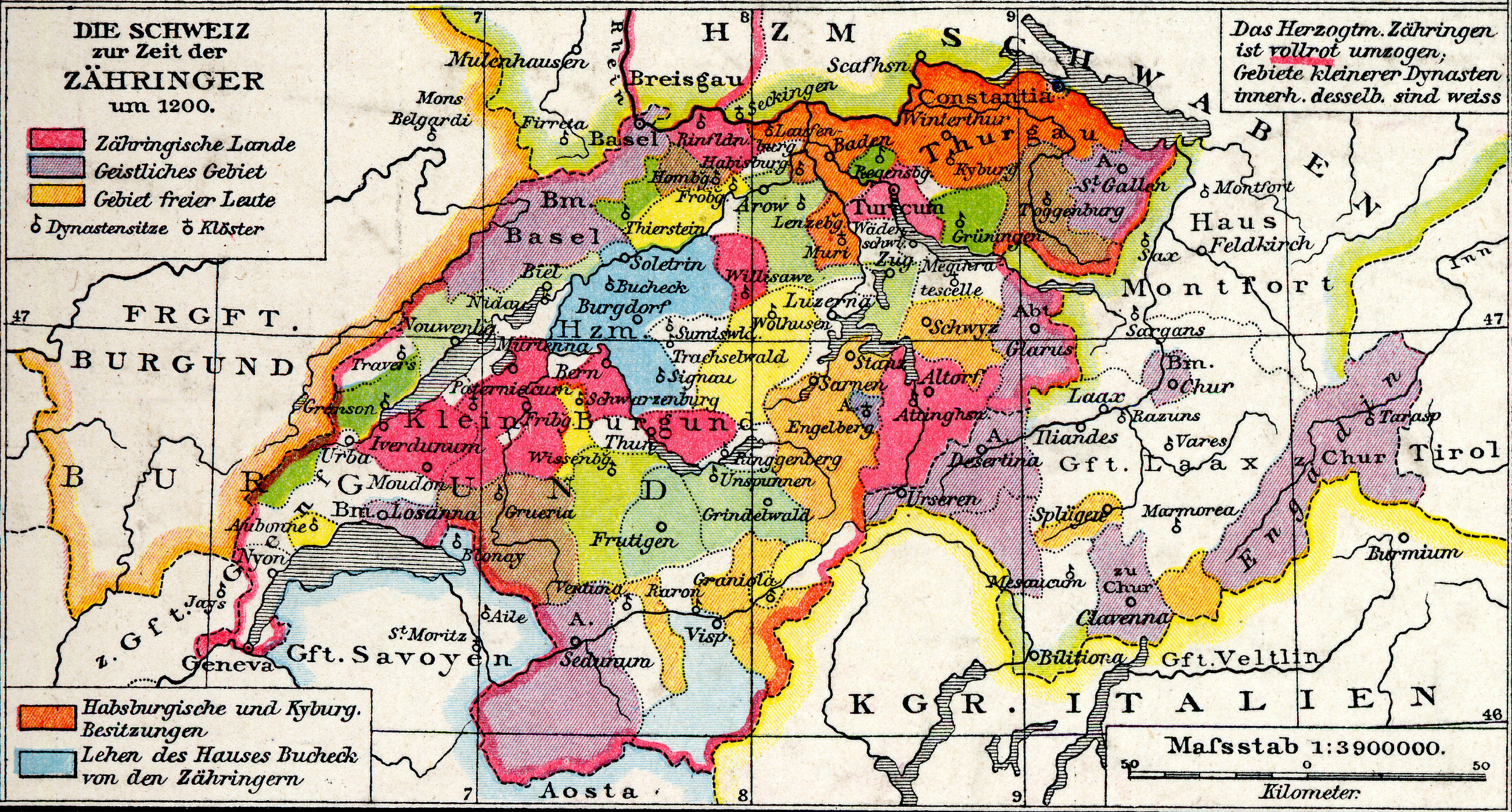
Герцогство Церинген на рубеже XII и XIII веков (границы обведены красным)

В 1097 Бертольд II примирился с императором: он отказался от притязаний на швабское герцогство, сохранив герцогский титул и владения в Брейсгау; кроме того Генрих IV дал ему звание имперского фохта в Тургау и Цюрихе, а вскоре затем фохтская власть Церингенов распространилась на всю восточную Бургундию (нынешняя Швейцария). По названию своей резиденции Бертольд II стал именоваться герцогом Церингеном. Новое герцогство, хотя и выделенное из состава Швабии, не признавалось современниками равнозначимым старым племенным герцогствам. Оттон Фрейзингский писал, что Церингены не имеют настоящего герцогства и обладают лишь пустым титулом, хотя в других отношениях не уступают влиятельнейшим родам Германии («Деяния Фридриха Барбароссы», I, 9). 

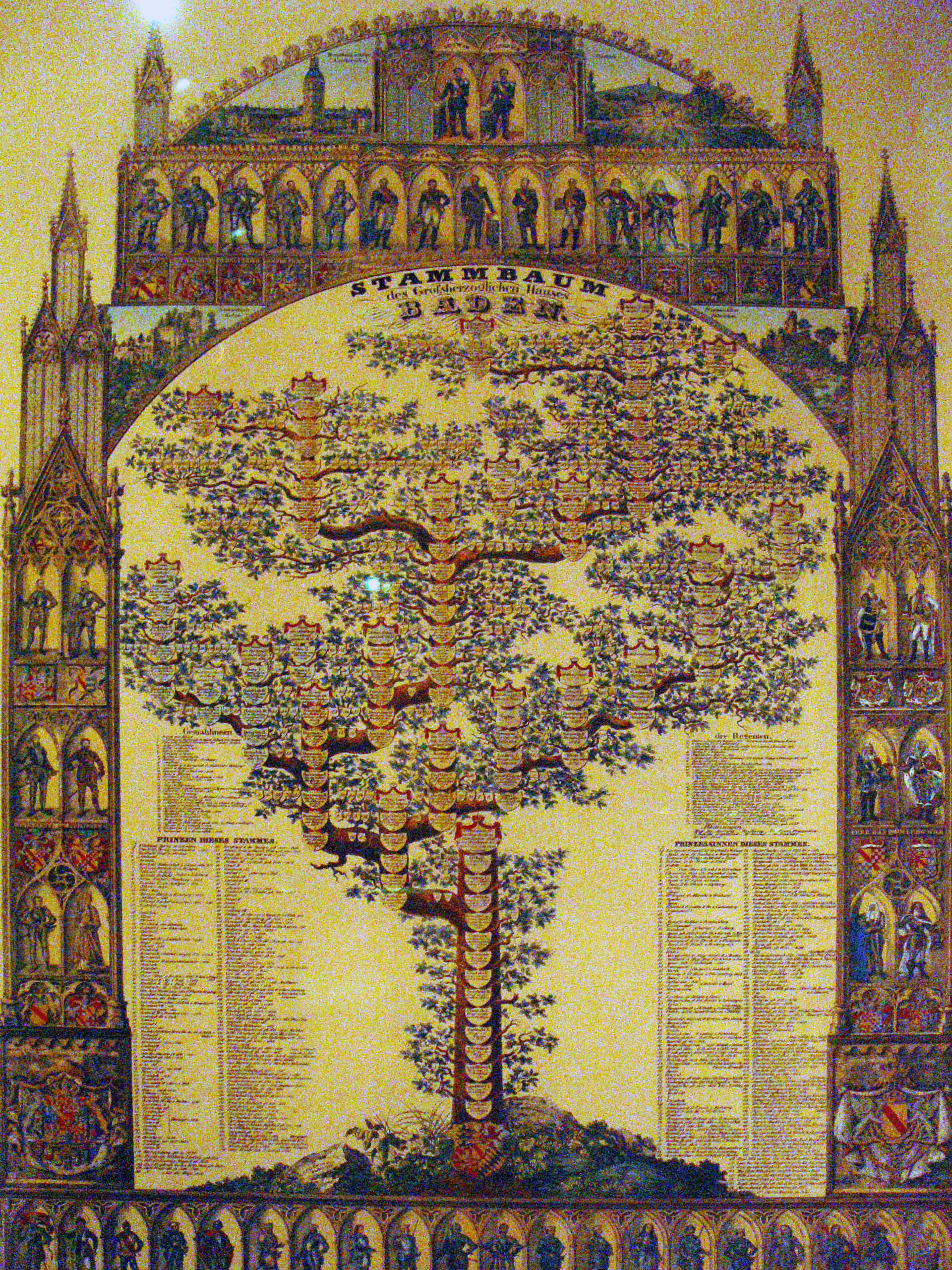
Родословное древо Церингенов

Бертольду II наследовал его сын Бертольд III (герцог Церинген в 1111—1123), который оставался верным императору Генриху V. Его брат и преемник, Конрад (герцог Церинген в 1123—1152) встал на сторону короля Лотаря и Вельфов в борьбе против Гогенштауфенов. За это Конрад получил от короля Верхнюю Бургундию (впоследствии Франш-Конте) и стал именоваться наместником (ректором) и герцогом Бургундии (1127); но Бургундию пришлось завоевывать у местных князей, а родовые земли Церингенов в Брейсгау подверглись нападению со стороны Штауфенов.

Владения Церингенов в XIII веке (зеленым цветом)

Бертольд IV (герцог Церинген в 1152—1186) примирился с Фридрихом Барбароссой, принял участие в итальянских походах императора и получил от него имперский бургундский лен (1152) и фогтство в Женеве, Лозанне и Сьоне (1156). Последовавший затем конфликт с Фридрихом Барбароссой завершился их примирением в 1166. Позднее Бертольд IV консолидировал владения Церингенов, основал многочисленные города и приобрёл фохтство в Цюрихе (1173).
После смерти Бертольда IV его земли были разделены между сыном, Бертольдом V, и братом, Адальбертом (ум. после 1195), с 1187 носившим титул герцога Текского. 
Бертольд V Богатый (герцог Церинген в 1186—1218) значительно укрепил власть Церингенов в Бургундии. Он скопил огромное состояние. Свою кандидатуру на имперский престол после смерти Генриха VI Бертольд V уступил Филиппу Швабскому за 11000 марок серебра. Он начал перестройку знаменитого фрайбургского собора, основанного его дедом Конрадом, чтобы создать усыпальницу для своего рода, но собор так и остался недостроенным, когда Бертольд V умер, не оставив потомков мужского пола. Бургундские имперские лены перешли к императору (при этом Цюрих и Берн стали свободными имперскими городами), а владения в Брейсгау, Швабии, Шварцвальде и Швейцарии — по женской линии к графам Урах и Кибург. Владения графов Кибург были во 2-й половине XIII века унаследованы Габсбургами.

## Герцоги Текские
Род герцогов Текских разделился в конце XIII века на линии Оберндорф и Овен. Первая из них очень обеднела и пресеклась в 1363. Фридрих IV (ум. 1390) из линии Овен приобрёл Миндельхайм (1365) и продал Обернсдорф графам Хоэнберга (1374), а Тек — графам Вюртемберга (1381). Род прекратился со смертью сыновей Фридриха IV: Ульриха (ум. 7 марта 1432), последнего герцога Текского, и Людвига (ум. 19 августа 1439), патриарха Аквилеи.

## Баденский дом
С середины XII до начала XVI века баденские владения Церингенов были разделены между старшей линией (собственно Баденской) и младшей (Хахбергской). Маркграфы Хахбергские, частью владений которых (наряду с владением Рёттельн под Базелем) было княжество Нойенбургское, унаследованное впоследствии Орлеанским домом (см. Лонгвили), были тесно связаны с Бургундией и нередко состояли на службе у Бургундского дома.

Резиденция маркграфов Баден-Баденских в Раштатте

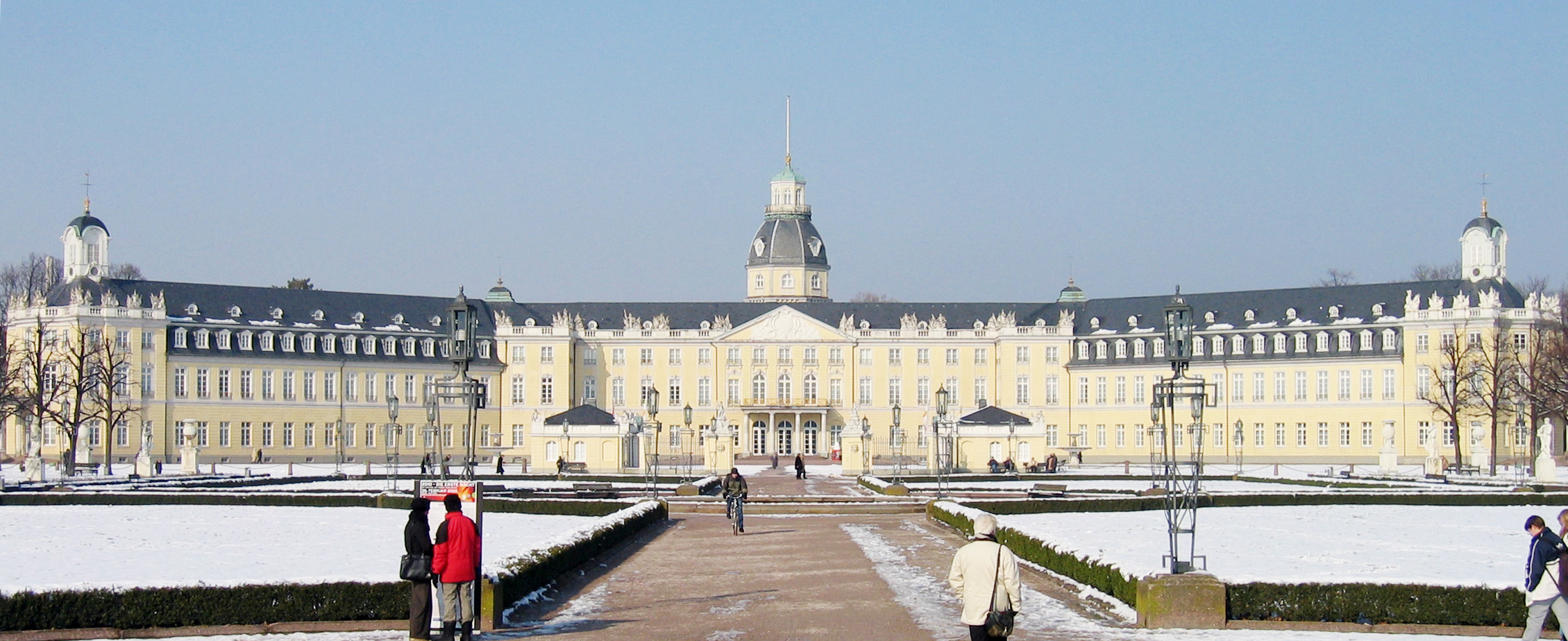
Резиденция маркграфов Баден-Дурлахских в Карлсруэ

Глава старшей линии, маркграф Кристоф I (1453—1527), разделил в 1515 году свои владения между сыновьями Бернхардом (Баден-Баден), Филиппом (Баден-Шпонхайм) и Эрнстом (Баден-Дурлах). У Филиппа не было наследников мужского пола, а «бернардинская» линия Церингенов (потомки Бернарда IV) угасла в 1771 году. Ближайшим родственником последнего маркграфа Баден-Бадена был герцог Орлеанский, но по семейному соглашению все владения Церингенов унаследовал глава «эрнетистинской» линии — маркграф Баден-Дурлаха, Карл Фридрих Баденский (1728—1811).
В период Наполеоновских войн благодаря лояльности Наполеону маркграф Баденский повысил свой титул до курфюрста (1803) и великого герцога Баденского (1806). Своего внука и преемника он женил на Стефании Богарне — троюродной сестре принца Евгения Богарне. Этот, на первый взгляд, неравнородный брак был весьма неоднозначно воспринят при европейских дворах, ибо баденские принцессы (внучки курфюрста) до этого стали королевами-консортами Баварии и Швеции, а Луиза Мария Августа — российской императрицей Елизаветой Алексеевной, супругой Александра I.
У Стефании Богарне и великого герцога Карла не было отпрысков мужского пола (хотя молва и называет её сыном загадочного Каспара Хаузера), а было три дочери — за шведским кронпринцем Густавом (сыном свергнутного дяди), князем Антоном Гогенцоллерн-Зигмарингеном (отцом первого румынского короля) и 11-м герцогом Гамильтоном (бабушка князя Монако, Луи II). Баденский престол поочерёдно занимали два младших сына курфюрста Карла Фридриха и их потомство. С падением Германской империи (1918) баденские монархи лишились короны.
Современные представители рода занимают не блистательные резиденции предков в Карлсруэ и Раштатте, а только лишь замок Штауфенберг в Шварцвальде и замок Цвингенберг на Неккаре. Нынешний глава Баденского дома, Макс фон Баден (род. 1933), — близкий родственник греческого и британского монархов. Его супруга происходит из тосканской ветви дома Габсбург-Лотарингских.
|                                                             |  | .                                                                                      |  |                                                             |
| Генрих Лиль. Портрет Георга Августа Баден-Баденского (1760) |  | Владимир Боровиковский. Портрет императрицы Елизаветы Алексеевны (ур. Луизы Баденской) |  | Ганс Бальдунг. Портрет маркграфа Кристофа Баденского (1515) |

## Города, основанные Церингенами
Церингенами было основано много монастырей, сёл и городов, расположенных в теперешних Германии (Баден—Вюртемберг) и Швейцарии, среди них Фрайбург в Брейсгау (1120) и Берн (1191). Геральдический орёл Церингенов украшает герб швейцарского города Нёвшатель, которым младшие Церингены владели в XV — XVI веках (см. Нёвшательское княжество).